# Acanthurus nigricauda
Acanthurus nigricauda là một loài cá biển thuộc chi Acanthurus trong họ Cá đuôi gai. Loài cá này được mô tả lần đầu tiên vào năm 1929.

## Từ nguyên
Từ định danh nigricauda được ghép bởi hai âm tiết trong tiếng Latinh: nigri ("đen") và cauda ("đuôi"), hàm ý đề cập đến vây đuôi màu nâu sẫm của loài cá này khác so với Acanthurus gahhm, vì trước đây A. nigricauda chỉ được xem là phân loài của A. gahhm (tuy nhiên màu sắc giữa các mẫu vật có sự thay đổi và tùy theo độ tuổi).

## Phạm vi phân bố và môi trường sống
Từ Socotra (Yemen) dọc theo đường bờ biển Đông Phi, A. nigricauda được phân bố trải dài về phía đông đến quần đảo Société và Tuamotu (Polynésie thuộc Pháp), băng qua phần lớn những vùng biển thuộc khu vực Ấn Độ Dương - Thái Bình Dương, ngược lên phía bắc đến vùng biển phía nam Nhật Bản và ven bờ biển Busan, (Hàn Quốc); phía nam giới hạn đến rạn san hô Great Barrier (Úc) và Nouvelle-Calédonie. Ở Việt Nam, A. nigricauda mới chỉ được ghi nhận tại quần đảo Trường Sa.
A. nigricauda sống trên các rạn san hô viền bờ và trong đầm phá ở độ sâu đến ít nhất là 30 m, thường tập trung ở những khu vực có nền đáy cát.

## Mô tả

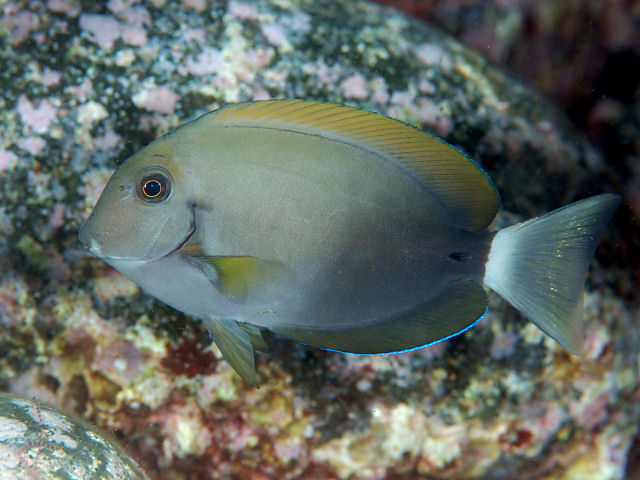
A. nigricauda đang lớn (không có vệt đen sau mắt và đuôi màu trắng)

Chiều dài cơ thể lớn nhất được ghi nhận ở A. nigricauda là 40 cm, nhưng thường được bắt găp với kích thước phổ biến là 30 cm. Loài cá này có một mảnh xương nhọn màu đen chĩa ra ở mỗi bên cuống đuôi tạo thành ngạnh sắc.
Cơ thể hình bầu dục thuôn dài, màu nâu sẫm (có thể nhanh chóng chuyển sang màu tím nhạt), không có các sọc gợn sóng trên cơ thể, nhưng có một vệt đen đặc trưng ở ngay sau mắt (cá con dưới 6 cm không có vệt đốm này). Một vệt đen khác từ ngạnh cuống đôi kéo dài về trước. Một dải tím có thể xuất hiện ở trên gáy. Vây lưng và vây hậu môn có dải viền màu xanh ánh kim ở rìa. Vây đuôi lõm sâu, hình lưỡi liềm, thường có một dải màu trắng bao quanh cuống đuôi. Nửa ngoài của vây ngực có màu vàng.
Vệt đen sau mắt giúp phân biệt A. nigricauda với những loài cá đuôi gai màu nâu có cùng phạm vi phân bố. Ở cá con đang lớn, đuôi của chúng có màu trắng và cụt.
Số gai ở vây lưng: 9; Số tia vây ở vây lưng: 25–28; Số gai ở vây hậu môn: 3; Số tia vây ở vây hậu môn: 23–26; Số tia vây ở vây ngực: 17; Số gai ở vây bụng: 1; Số tia vây ở vây bụng: 5; Số lược mang: 20–21.

## Sinh thái học
Thức ăn của A. nigricauda chủ yếu là các loài tảo, nhưng cũng có thể bao gồm cỏ biển và thực vật biểu sinh trên chúng. Chúng bơi theo từng nhóm nhỏ, có khi sống đơn độc. Những cá thể lai giữa A. nigricauda và Acanthurus olivaceus đã được nhìn thấy ở ngoài khơi quần đảo Marshall.

## Đánh bắt
A. nigricauda được xem là một loại cá thực phẩm, nhưng có thể gây ngộ độc ở một số nơi trong khu vực phân bố của chúng. Loài này cũng được nuôi làm cá cảnh với giá bán trực tuyến lên đến gần 120 USD một con.